# Jiří Tabák
Jiří Tabák (8. srpna 1955, Karviná) je československý gymnasta, držitel bronzové medaile z Olympijských her v Moskvě 1980 za sestavu na kruzích – zatím poslední olympijské medaile ve sportovní gymnastice pro Česko. Byl rovněž mistrem Evropy na přeskoku.

## Kariéra
Byl svěřencem Jana Valáška a Zdeňka Tůmy. Debutoval na mistrovství světa 1974, o rok později na mistrovství Evropy ve sportovní gymnastice 1975 získal bronzové medaile v prostných a na přeskoku. Největšího úspěchu na evropském šampionátu dosáhl v roce 1977, kdy na mistrovství ve Vilniusu zvítězil na přeskoku. O zlato se dělil s Ralfem Bärtelem z NDR, třetí skončil Vladimir Markelov ze Sovětského svazu. V prostných tehdy předvedl jako první na světě vazbu přemet vpřed a dvojité salto skrčmo vpřed.
Zúčastnil se olympijských her 1976 v Montrealu (20. místo ve víceboji) a o čtyři roky později na olympiádě v Moskvě postoupil do tří finále na jednotlivých nářadích, na přeskoku byl šestý, v prostných čtvrtý a bronzovou medaili vybojoval za sestavu na kruzích, ve finále víceboje obsadil osmé místo. Ve stejném roce skončil druhý ve světovém poháru v prostných.
Po ukončení kariéry vyučoval tělesnou výchovu. Věnuje se trenérské práci, založil projekt pro základní pohybovou a gymnastickou přípravu, kterého se v Havířově účastní na 800 dětí ze 27 středních a mateřských škol.

## Účast na LOH
- LOH 1976
- LOH 1980 - 3. místo